# Henry George (wielrenner)

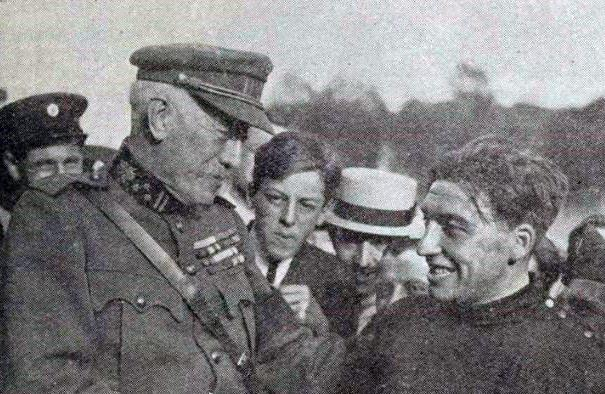
Henry George (rechts) in 1920

Henry George (Charleroi, 18 februari 1891 - Ukkel, 6 januari 1976) was een Belgisch wielrenner. Zijn grootste succes kende hij toen hij op de wielrennen op de Olympische Spelen van 1920 in eigen land de olympische titel behaalde op het onderdeel 50 km op de baan.

## Belangrijkste overwinningen
1920
- Olympisch kampioen, 50 km baan, Antwerpen